# 대구농업마이스터고등학교

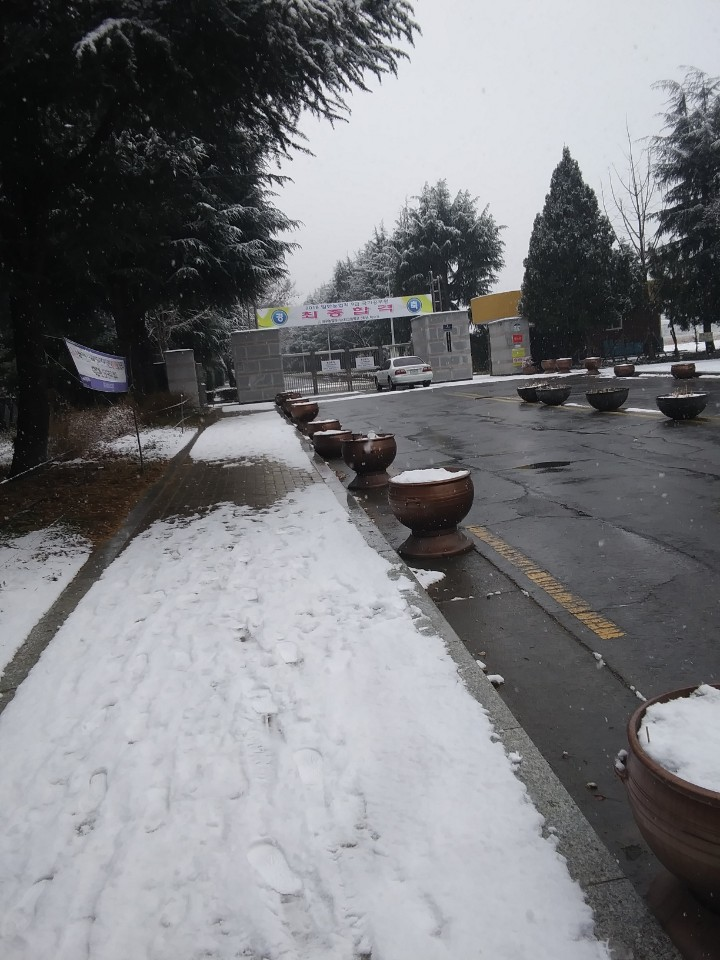
대구농업마이스터고등학교 정문

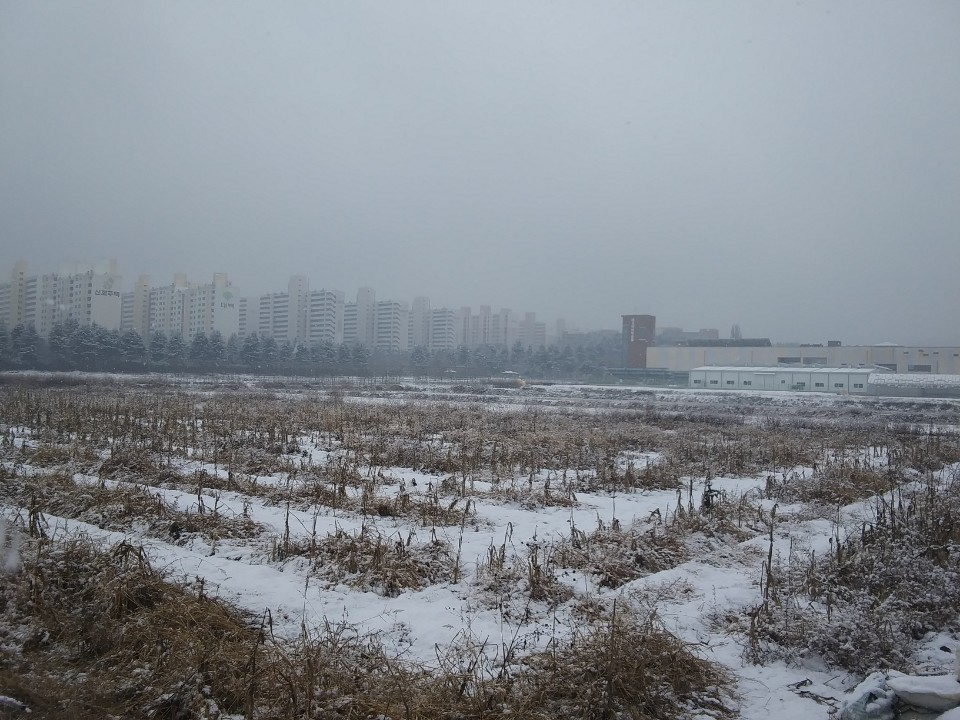
대구 녹색 학습원 (정문 부근)

대구농업마이스터고등학교(大邱農業마이스터高等學校)는 대한민국 대구광역시 수성구 노변동에 위치한 공립 고등학교이다.

## 학교 연혁
- 1910년 3월 14일 : 대구공립농림학교 설립 허가
- 1910년 3월 27일 : 별과 부설을 인가 받음
- 1910년 5월 10일 : 개교
- 1910년 7월 4일 : 학칙 제정(본과 2년, 속성 2년)
- 1910년 10월 4일 : 신축교사 이전(현 경북사대 부속고등학교 자리)
- 1910년 11월 1일 : 대구공립농업학교로 개칭
- 1923년 4월 17일 : 교사 이전(현 코오롱 APT 단지)
- 1928년 4월 1일 : 대구공립농림학교로 개칭, 농업과와 임업과 구별키로 함
- 1946년 1월 7일 : 학칙 개정(수학년한 6년)
- 1946년 10월 18일 : 대구농림중학교로 개칭
- 1951년 6월 1일 : 대구농림고등학교로 개칭, 수학년한 3년 농업과, 임업과, 축산과로 함
- 1955년 5월 9일 : 교사 이전(현 대구광역시 교육청 위치)
- 1960년 2월 18일 : 대구동중학교(병설중학교) 설립 인가(24학급)
- 1970년 3월 1일 : 대구동중학교 분리
- 1981년 3월 1일 : 교사 이전(현 수성구 노변동 100)
- 1982년 10월 12일 : 남여공학 승인
- 1983년 7월 30일 : 강당 준공(655평)
- 1997년 9월 28일 : 본관 서편 교사 증축 공사(1,648m2) 완공
- 1997년 12월 30일 : 실험실습실 및 특별교실 8실 완공 (1,684m2)
- 1998년 10월 1일 : 99학년도 특수학급 1학급 증설 15명
- 2000년 3월 1일 : 대구자연과학고등학교로 교명 변경. 농업기계과 폐과, 산업기계과 인가
- 2006년 3월 1일 : 특성화학과 학과 개편(총 8학급→9학급). 원예과 → 응용화훼과 (2학급), 식품가공과 → 바이오식품과 (2학급), 조경과 → 생태조경과 (2학급). 학과신설 생물과학과 (1학급)
- 2012년 3월 27일 : 특성화학과 변경(2013학년도 시행). 산업기계과 → 생물산업기계과, 농업유통정보과 → 식품유통관리과
- 2017년 3월 1일 : 대구농업마이스터고 개교
- 2021년 1월 29일 : 제108회 졸업(111명) (졸업생 누계 25,866명)
- 2021년 3월 2일 : 제111회 입학 (127명)
- 2021년 9월 1일 : 제21대 윤철수 교장 취임

## 설치 학과
- 도시형첨단농업경영계열
- ICT시설채소과
- ICT시설특작과
- 신수종과수경영과
- 도시조경과

## 참고 자료
- 대구농업마이스터고등학교 - 한국교육학술정보원 학교알리미